# Pedro Albino
Pedro Emanuel de Sousa Albino (sinh ngày 21 tháng 12 năm 1998) là một cầu thủ bóng đá người Bồ Đào Nha thi đấu cho S.C. Olhanense ở vị trí hậu vệ.

## Sự nghiệp bóng đá
Vào ngày 8 tháng 5 năm 2016, Albino có màn ra mắt cho Olhanense trong trận đấu tại Giải bóng đá hạng nhất quốc gia Bồ Đào Nha 2015–16 trước Leixões.